# A Place in Time Museum
L'A Place in Time Museum est un petit musée américain à Harpers Ferry, dans le comté de Jefferson, en Virginie-Occidentale. Situé dans un bâtiment de Shenandoah Street protégé au sein de l'Harpers Ferry National Historical Park, il est géré par le National Park Service. Il présente l'histoire locale, principalement à travers la vidéo.